# Dinges
Dinges is een Nederlands televisieprogramma van de NCRV dat in de jaren tachtig en negentig van de 20e eeuw op zaterdagavond werd uitgezonden. In het programma moesten twee panels, elk bestaand uit twee personen, raden welk begrip er omschreven werd door kinderen, die de naam van het begrip niet mochten noemen. Soms noemden ze de naam wel, en werd dat weggepiept. Er werd dan "Oeps!!!" geroepen door het kind, dat ook in beeld verscheen.
Het programma werd eerst gepresenteerd door Martine Bijl (1986-1988) en later door Frank Masmeijer (1989-1993) en Jo De Poorter (1995).
Het programma kende veel gast-panelleden en een aantal vaste panelleden waaronder Edwin Rutten, Lous Haasdijk, Joris Lutz, Martine van Os, Carry Tefsen en Marnix Kappers.